# Jorge Armando Cardona
Jorge Armando Cardona Hernández (El Progreso, Yoro, Honduras, 27 de julio de 1986) es un futbolista hondureño. Juega como Centrocampista y su equipo actual es el Marathón de la Liga Nacional de Honduras.

## Trayectoria
Comenzó Jugando en la Calle maje !!! Inició su carrera deportiva con el Club Deportivo Lenca de la Liga Mayor de Fútbol de Honduras (Tercera División). Para el segundo semestre de 2013 el Honduras Progreso de la Liga de Ascenso de Honduras adquiere sus servicios deportivos, club con el cual logra adquirir experiencia profesional. 

### Honduras Progreso
En 2014, tras haber conquistado el Apertura 2013 y el Clausura 2014 de la Liga de Ascenso, su equipo, el Honduras Progreso logra regresar a la Liga Nacional de Honduras tras casi cincuenta años de ausencia. Fue así que El Ñangui debutó en primera división el 2 de agosto de 2014, en el triunfo 2-0 sobre Olimpia en el Estadio Carlos Miranda, mientras que su primer gol se lo anotó a Real Sociedad el 22 de noviembre de ese mismo año en el partido de vuelta por los repechajes del Apertura 2014, torneo del cual su equipo finalizó en la cuarta posición.

## Selección nacional
El 31 de enero de 2015 fue convocado a la Selección de fútbol de Honduras por Jorge Luis Pinto para los partidos amistosos contra Venezuela del 4 de febrero de 2015 en San Pedro Sula y el 11 de febrero en Barinas.

## Clubes
| Club              | País     | Año             |
| ----------------- | -------- | --------------- |
| Lenca             | Honduras | 2010 - 2013     |
| Honduras Progreso | Honduras | 2013 - 2018     |
| Marathón          | Honduras | 2018 - Presente |

## Palmarés

### Campeonatos nacionales
| Título                | Club              | País     | Año  |
| --------------------- | ----------------- | -------- | ---- |
| Apertura del Ascenso  | Honduras Progreso | Honduras | 2013 |
| Supercopa de Honduras | Honduras Progreso | Honduras | 2014 |
| Clausura del Ascenso  | Honduras Progreso | Honduras | 2014 |
| Torneo Apertura       | Honduras Progreso | Honduras | 2015 |